# Сикух
Сикух — село в Табасаранском районе Дагестана. Входит в сельское поселение «Сельсовет Гуминский».

## География
Расположено в 9 км к юго-западу от районного центра с. Хучни, в 0,5 км к западу от с. Кюряг, в 1,5 км к югу от сёла — Гувлиг.

## Население
| 1895 | 1926 | 1939 | 1970 | 1989 | 2002 | 2010 |
| ---- | ---- | ---- | ---- | ---- | ---- | ---- |
| 144  | ↘109 | ↗133 | ↗152 | ↗156 | ↗195 | ↗200 |
| 2021 |      |      |      |      |      |      |
| ↗237 |      |      |      |      |      |      |

## Инфраструктура

### Здравоохранение
- Фельдшерский пункт.[9]

## История
В ночь на 27-е июня 1883 г. в селе произошёл сильный оползень, но человеческих жертв удалось избежать, т.к. жители успели вовремя эвакуироваться. Ущерб, нанесённый стихией жителям аула в следствие потери построек, домашнего скота и прочего имущества, оценивается до 10 000 рублей.